# Moritz Bauer
Moritz Bauer (ur. 25 stycznia 1992 w Winterthur) – austriacki piłkarz szwajcarskiego FK Ufa oraz reprezentacji Austrii. 
Były młodzieżowy reprezentant Szwajcarii.

## Życiorys

### Kariera klubowa
Wychowanek Grasshopperu, w swojej karierze grał także w Rubinie Kazań. 
9 stycznia 2018 podpisał kontrakt z angielskim klubem Stoke City (umowa do 30 czerwca 2023), kwota odstępnego 6,20 mln euro. 
28 sierpnia 2019 został wypożyczony do szkockiego zespołu Celtic F.C., umowa do 31 maja 2020 z opcją kupna.

## Sukcesy

### Klubowe
Grasshopper Club Zürich
- Zdobawca Pucharu Szwajcarii: 2013